# Kleine Kerkstraat (Leeuwarden)
De Kleine Kerkstraat is een winkelstraat in de binnenstad van Leeuwarden in de Nederlandse provincie Friesland.

## Geschiedenis
De Kleine Kerkstraat (1425 in der Scothstrede, 1540 in de Schotstraete, 1549 in den Schotsen straete, 1556 in den Cleynen Kerckstraet ofte Schotse strate) heet naar de kerk op het Oldehoofsterkerkhof.

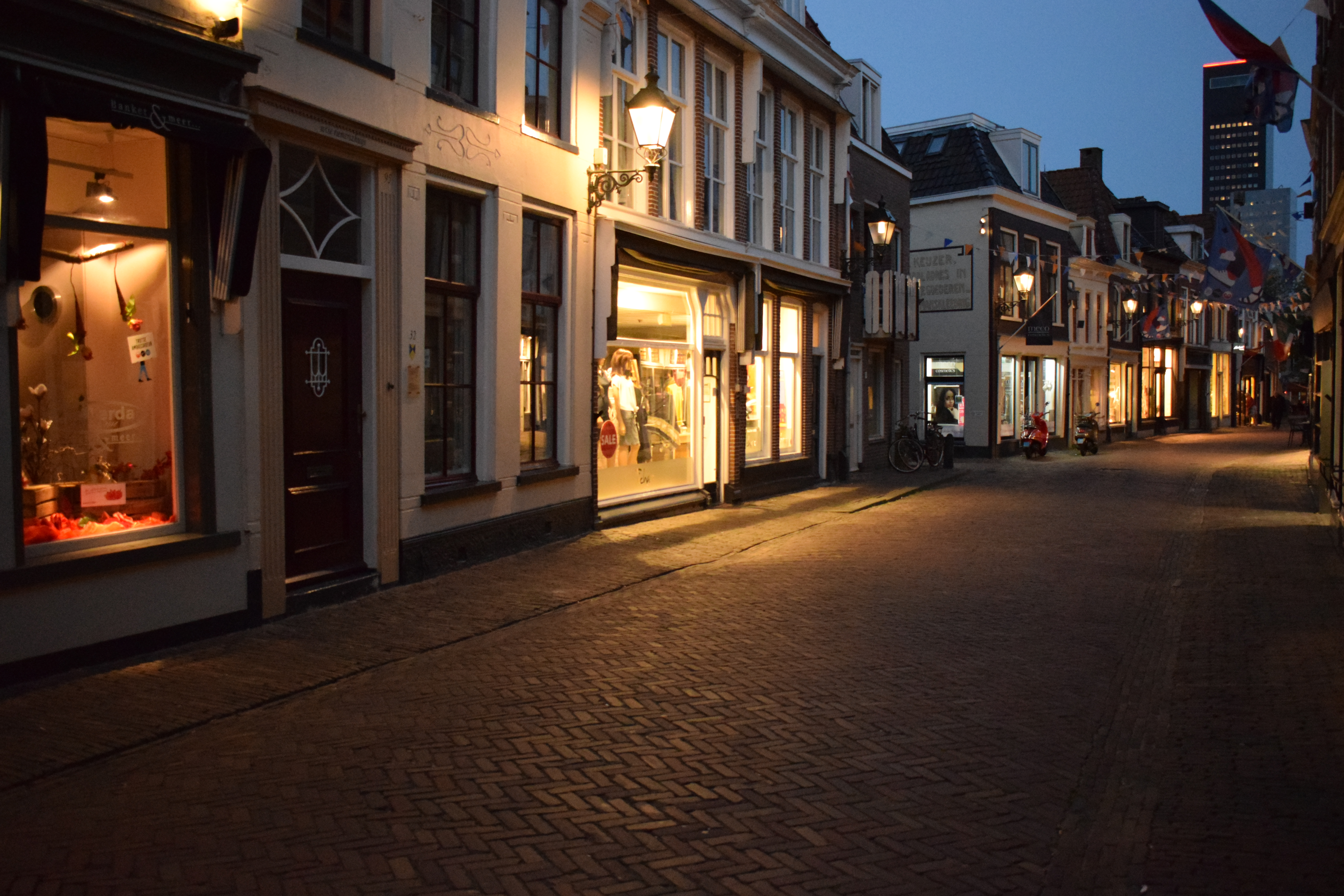
Kleine Kerkstraat bij avond in 2018
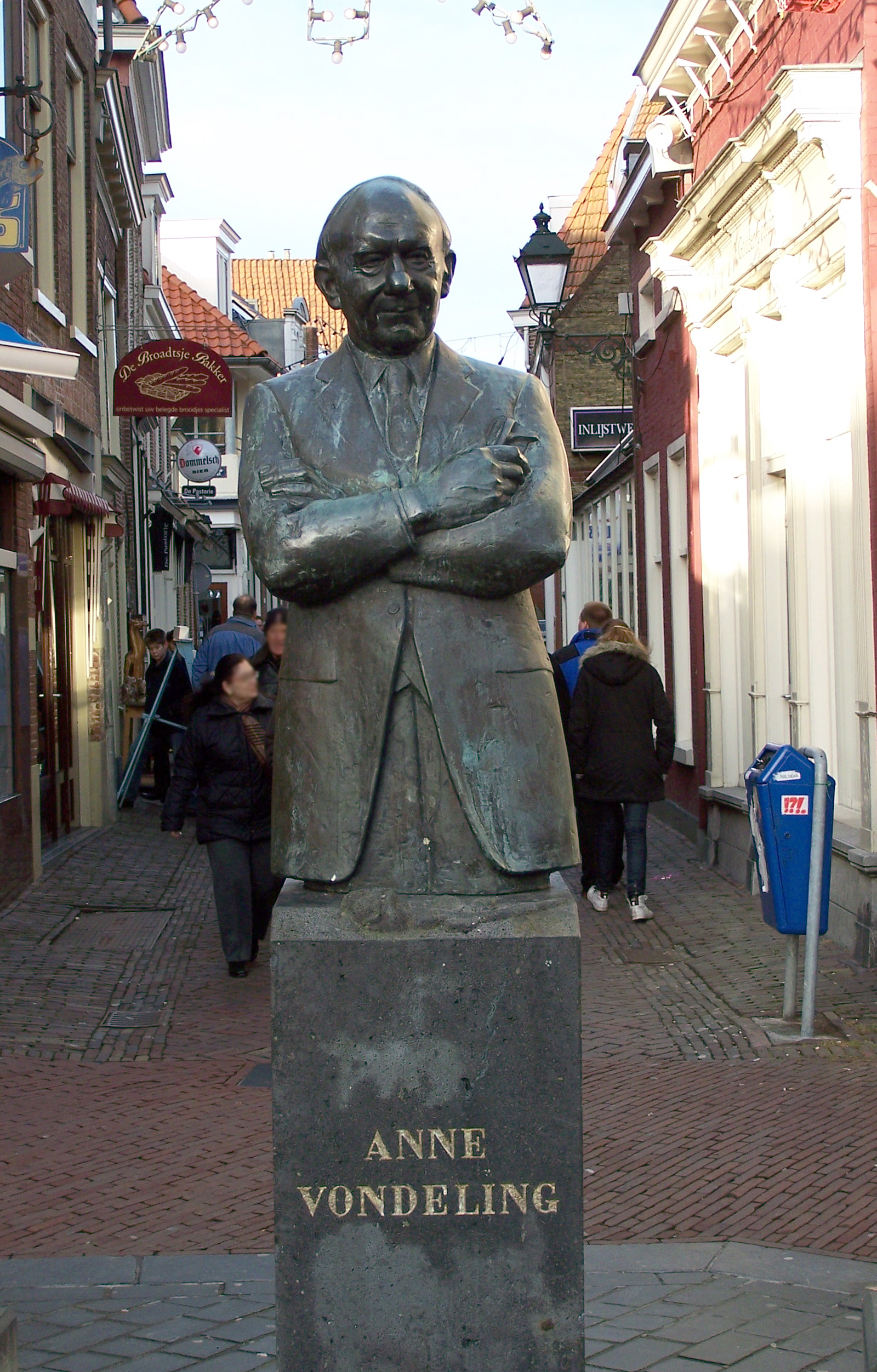
Beeld van Anne Vondeling voor de Kleine Kerkstraat

## Monumenten
De Kleine Kerkstraat ligt binnen het Rijksbeschermd gezicht Leeuwarden. De straat telt zeven bouwwerken die zijn aangewezen als rijksmonument. Daarnaast staan in de winkelstraat vier gemeentelijke monumenten.
| Adres                     | Bouwjaar       | Beschrijving                                                                                   | Monument                         | Afbeelding |
| ------------------------- | -------------- | ---------------------------------------------------------------------------------------------- | -------------------------------- | ---------- |
| Kleine Kerkstraat 4-4a    |                | Winkelhuis                                                                                     | GM 0080/70                       |            |
| Kleine Kerkstraat 5       | 1571           | Woonhuis                                                                                       | RM 24239                         |            |
| Kleine Kerkstraat 15      | 1850           | Pand met gele Friese steen                                                                     | RM 24240                         |            |
| Kleine Kerkstraat 17-19   |                | Winkel met bovenwoning                                                                         | GM 0080/192                      |            |
| Kleine Kerkstraat 21      | 18e eeuw       | Pand met schilddak                                                                             | RM 24241                         |            |
| Kleine Kerkstraat 25      | 1891           | Bedrijfspand met bovenwoning in Hollandse neorenaissancesstijl, orgelmakerij Bakker & Timmenga | RM 516442                        |            |
| Kleine Kerkstraat t.o. 25 | 1820-1850      | Vier voormalige diakoniehuisjes met water- en vuurhuisje en werkplaats                         | RM 516443                        |            |
| Kleine Kerkstraat 32      |                | Woonhuis                                                                                       | GM 0080/270                      |            |
| Kleine Kerkstraat 36      |                | Hoekpand                                                                                       | RM 24242                         |            |
| Kleine Kerkstraat 37      |                | Winkelhuis                                                                                     | GM 0080/269                      |            |
| Kleine Kerkstraat 45      | 17e eeuw, 1899 | Woonhuis                                                                                       | Architect Hero Feddema, RM 24243 |            |